# Jernivka, Korop
Jernivka (în ucraineană Жернівка) este un sat în comuna Raihorodok din raionul Korop, regiunea Cernihiv, Ucraina.

## Demografie
Componența lingvistică a localității Jernivka
     Ucraineană (94,51%)
     Rusă (3,66%)
     Alte limbi (1,22%)
Conform recensământului din 2001, majoritatea populației localității Jernivka era vorbitoare de ucraineană (94,51%), existând în minoritate și vorbitori de rusă (3,66%).